# Terasaki Kōgyō

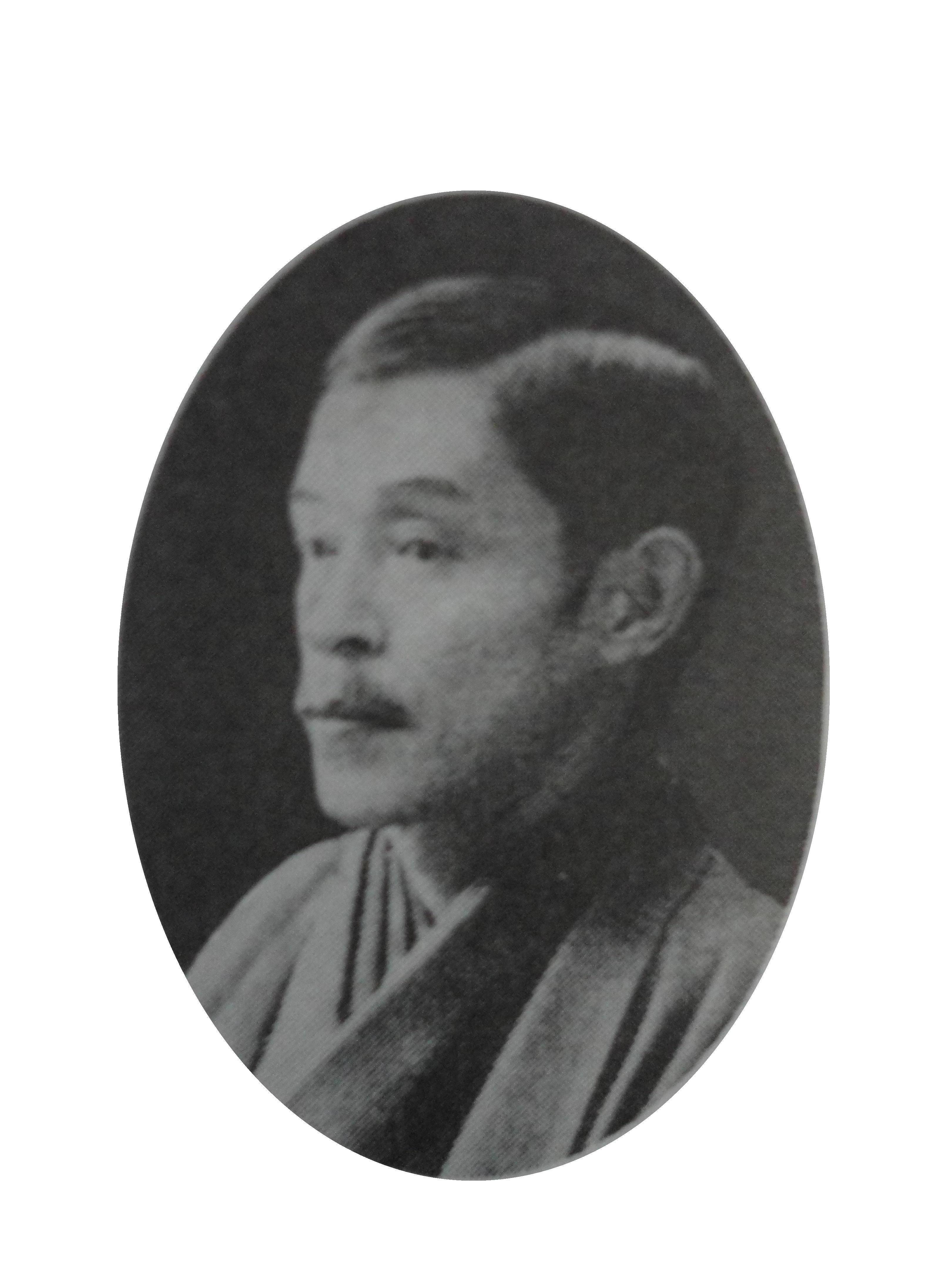
Terazaki Kōgyō

Terasaki Kōgyō (japanisch 寺崎広業; geb. 10. April 1866 in Akita; gest. 21. Februar 1919) war ein japanischer Maler der Nihonga-Richtung während der Meiji-Zeit.

## Leben und Werk
Terasaki wurde als Sohn einer Familie in Akita geboren, die im Dienst der dortigen Fürsten, der Satake standen. Mit 16 oder 18 begann er im Stil der Kanō-Schule zu malen, ging dann aber 1888 nach Tōkyō, wo er unter Hirafuku Suian (Hoan, 1844–90) zum Stil der Maruyama-Shijō-Schule wechselte. Er studierte zeitweise auch bei dem nanga-Maler Sugawara Hakuryū (1833–98). Dann arbeitete er für das Magazin „Kaiga Sōshi“ (絵画総指), für das er Illustrationen herstellte. Dabei nutzte er alle Varianten der japanischen und chinesischen Malerei und fand schließlich so seinen eigenen Stil, nachdem 1892 sein Haus mit sämtlichen Vorlagen und Malereihandbüchern abgebrannt war.
Anlässlich einer Ausstellung der „Vereinigung junger Maler in Japan“, die von Okakura Kakuzō (Tenshin, 1862–1913) organisiert worden war, wurde er von diesem entdeckt. Er wurde dann 1898 Lehrbeauftragter an der erst vor Kurzem gegründete Hochschule der Künste (東京美術学校, Tōkyō bijutsu gakkō), der heutigen Geidai. Er verließ sie aber zusammen mit Hashimoto Gahō, Shimomura Kanzan und Yokoyama Taikan, als Okakura im Streit wegging und das Nihon Bijutsuin gründete. 1901 nahm er die Professur wieder auf. Terasaki gewann Preise auf den Ausstellungen des Nihon Bijutsuin und auf denen der „Japanischen Gesellschaft für Malerei“ (日本絵画協会, Nihon kaiga kyōkai).
Als Okakura sich 1901 vom Nihon Bijutsuin zurückzog, ging Terasaki wieder an die Hochschule der Künste zurück, diesmal als voll angestellter Lehrer. In dieser Stellung, die er bis 1918 innehatte, bildete er viele Schüler aus. Während des Russisch-Japanischen Kriegs war er als Korrespondent tätig und schuf im Rahmen dieser Tätigkeit eine Reihe von Holzschnitten. Als 1907 die staatlichen Kunstausstellungen des Kultusministeriums, die Mombushō Bijutsu Tenrankai (文部省美術展覧会) begannen, fungierte er dort als Juror. 1917 wurde er künstlerisch beratendes Mitglied bzw. kaiserlicher Maler (帝室技芸員, Teishitsu gigei-in) des kaiserlichen Hofamtes.
Terasaki war eine bedeutende Figur im sich entwickelnden Nihonga. Seine Landschaften sind fein koloriert und im japanischen Stil, wobei sie eine Auseinandersetzung mit dem aus Europa eingeführten Realismus erahnen lassen. Beispielhafte Werke sind die Hängerollen „Tani yondai“ (溪四題, Vier Schluchten) mit den Einzelbezeichnungen „Kumo no mine“ (雲の峰, Pass unter Wolken), „Natsu no tsuki“ (夏の月, Sommermond), „Aki-giri“ (秋霧, Herbstnebel) und „Ugo“ (雨後, Nach dem Regen) und das Stellschirm-Paar „Kōzan seishū“ (高山清秋, Klarer Herbst in hohen Bergen). Diese Orte hatte er 1897 bei einer Reise entlang der Nakasendō, bzw. ihrem Kern, der Kiso Handelsstraße in den Bergen Naganos, zusammen mit Okakura Tenshin, Kawabata Gyokushō (1842–1913) und anderen besucht, skizziert und zurück in Tokyo auf Seide gemalt.

## Bilder

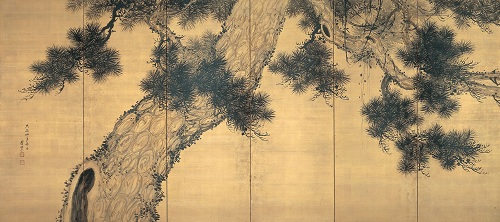
Stellschirm mit Kiefern
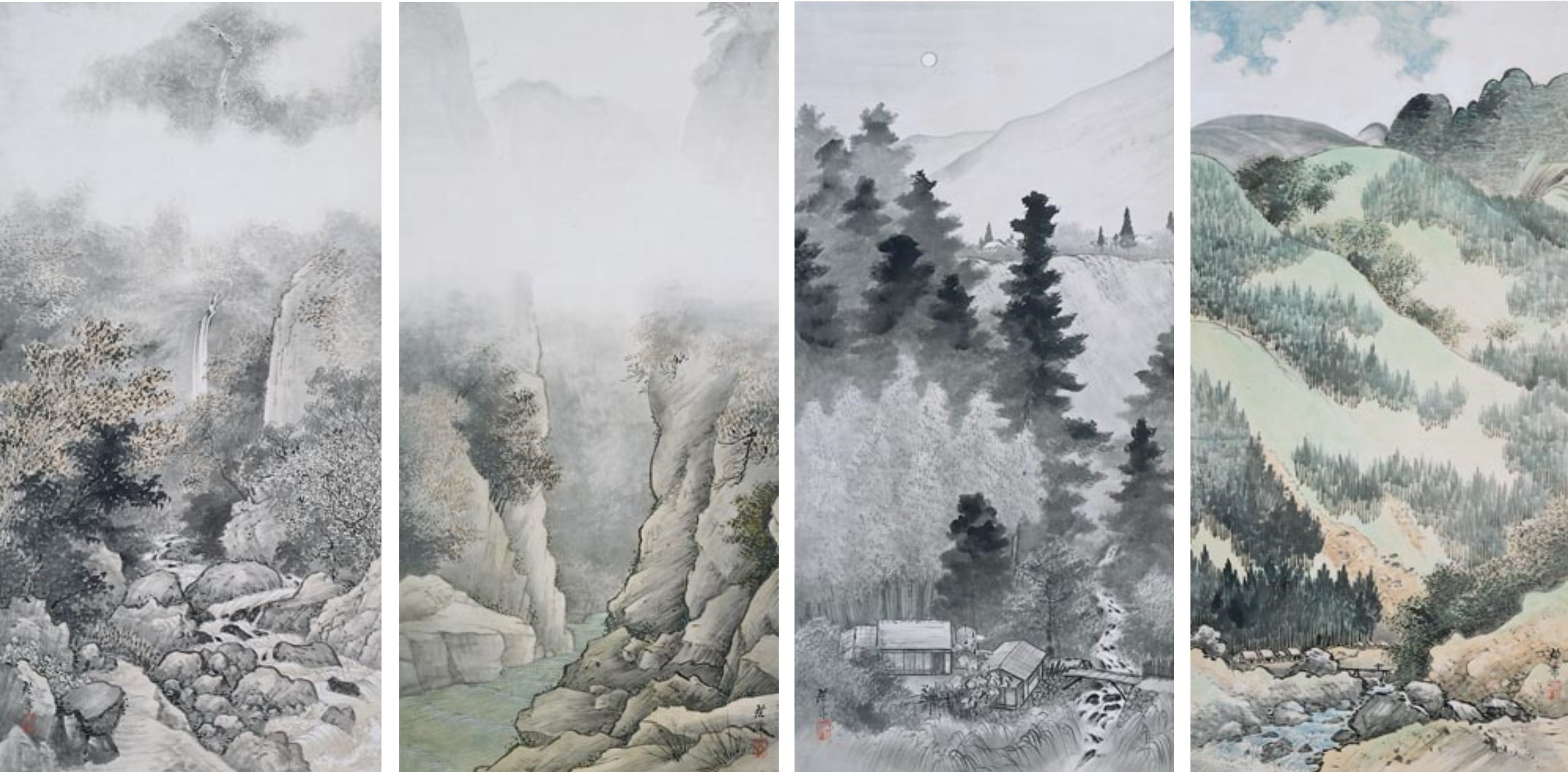
Vier Schluchten in vier Jahreszeiten
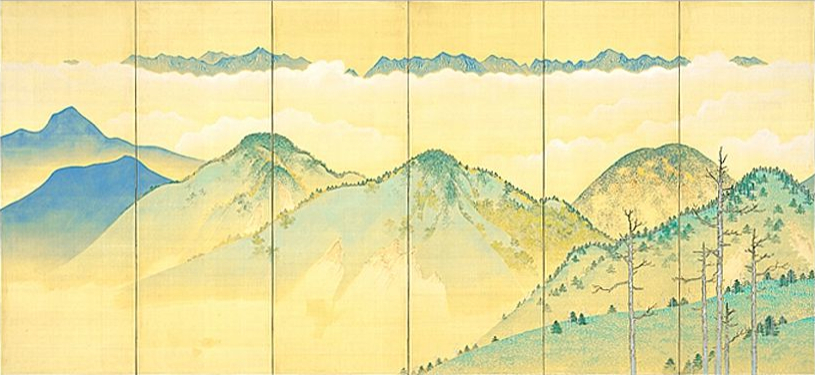
Klarer Herbst in hohen Bergen
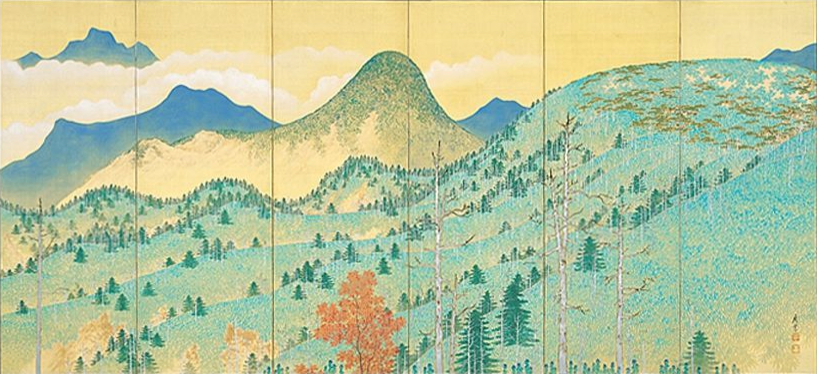
Klarer Herbst in hohen Bergen
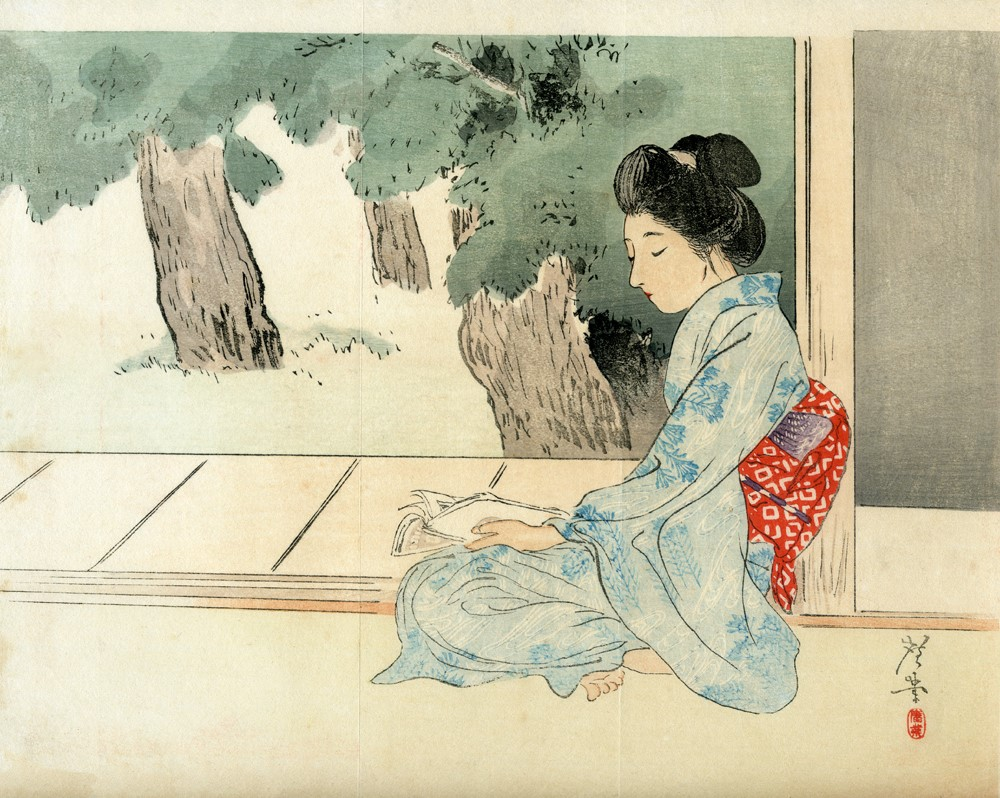
Lesende Frau